# Landakirkja

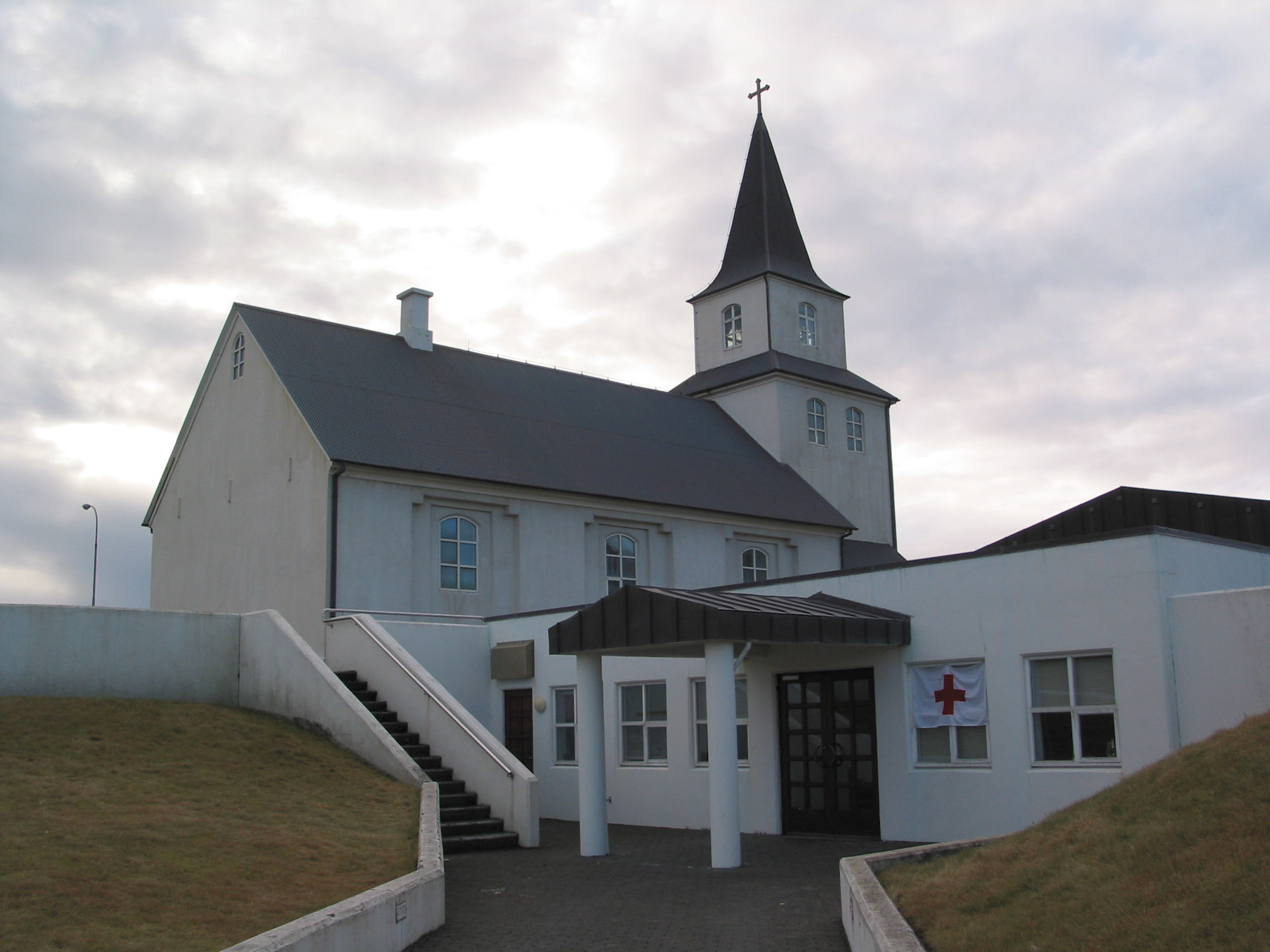

Landakirkja är en isländsk stenkyrka på Västmannaöarna.
Landakirkja ligger i församlingen Kjalarnesprófastsdæmi. Den byggdes under åren 1774–1778 och är den tredje äldsta stenkyrkan i Island.
Kyrkan ritades av Georg David Anthon, som var lärjunge till Nicolai Eigtved. Vid en ombyggnad 1853–1860 tillkom ett torn.